# Nola pedata
Nola pedata är en fjärilsart som beskrevs av Fletcher 1962. Nola pedata ingår i släktet Nola och familjen trågspinnare. Inga underarter finns listade i Catalogue of Life.